# Купишкис
Ку́пишкис (лит. Kupiškis, устар. рус. Купишки) — город на северо-востоке Литвы, в Паневежском уезде, центр одноимённого района.

## География
Расположен в 44 км от уездного центра Паневежиса. По окраине города протекает река Левуо, приток Мусы; центр Купишкиса расположен на её притоке Купе, от которой и происходит название города.

## История
Город впервые упоминается в надёжных источниках под 1529 годом, хотя вполне вероятно, что эта местность уже была заселена ранее. В 1616 году здесь была построена католическая церковь. С 1657 года город управлялся семейством Тизенгаузенов, с 1771 года — Чарторыйскими, с 1812 года — графом Михаилом Тышкевичем. Рост города в XIX веке связан со строительством железной дороги. Права города с 1791 года. В 1863 году было основано волостное училище.
В 1917 году была основана прогимназия (ныне гимназия имени Лауринаса Стуоки-Гуцявичюса). В 1919 году недалеко от города во время Советско-литовской войны произошёл бой между армией Литвы и РККА. В 1935 году Купишкис стал местом дислокации 4-го пехотного полка имени короля Миндаугаса литовской армии.
Летом 1941 года Купишкис был оккупирован наступающими немецкими войсками. В первые месяцы немецкой оккупации было уничтожено почти всё еврейское население города. В 2004 году на бывшем здании синагоги была размещена памятная доска с фамилиями 815 убитых евреев из Купишкиса. 
В советское время город рос. Если в 1950 году здесь работали 8 магазинов и 2 закусочные, то уже в 1972 году — 68 магазинов и 15 учреждений общественного питания.
Крупнейшими предприятиями являлись завод строительных материалов и маслозавод. В 1975 году был построен и в январе 1976 года введён в эксплуатацию автовокзал. В 1983 году был построен дом культуры.

## Транспорт
Купишкис расположен на железнодорожной линии Паневежис — Даугавпилс.

## Население
| Год  | Численность | Численность |
| ---- | ----------- | ----------- |
| 1923 | 2672        | [ 3 ]       |
| 1959 | 4127        | [ 3 ]       |
| 1970 | 4876        | [ 3 ]       |
| 1979 | 6539        | [ 3 ]       |
| 1989 | 8910        | [ 3 ]       |
| 2001 | 8446        | [ 4 ]       |
| 2002 | 8417        | [ 4 ]       |
| 2003 | 8345        | [ 4 ]       |
| 2004 | 8201        | [ 4 ]       |
| 2005 | 8243        | [ 3 ]       |
| 2006 | 7846        | [ 4 ]       |
| 2007 | 7752        | [ 4 ]       |
| 2008 | 7599        | [ 4 ]       |
| 2009 | 7413        | [ 4 ]       |
| 2010 | 7381        | [ 4 ]       |
| 2011 | 7226        | [ 4 ]       |
| 2012 | 7122        | [ 3 ] [ 4 ] |
| 2013 | 6980        | [ 3 ] [ 4 ] |
| 2014 | 6931        | [ 3 ] [ 4 ] |
| 2015 | 6821        | [ 3 ] [ 4 ] |
| 2016 | 6575        | [ 3 ] [ 4 ] |
| 2017 | 6321        | [ 5 ]       |
| 2018 | 6145        | [ 6 ]       |
| 2019 | 6061        | [ 4 ]       |
| 2020 | 5906        | [ 4 ]       |
| 2021 | 6218        | [ 4 ]       |
| 2022 | 6119        | [ 4 ]       |
| 2023 | 6178        | [ 4 ]       |

## Города-побратимы
- Польша: Згеж
- Латвия: Резекне
- Украина: Маневичи
- Словакия: Кежмарок

## Достопримечательности
В городе расположены этнографический музей, католическая церковь Тела Христова (1914) и культурный центр. С 1946 года выходит газета «Kupiškėnų mintys».
Самым распространенным народным промыслом города и района, так же, как и двух соседних Биржайском и Пасвальском, является производство домашнего пива. Лучшие его сорта продаются в магазинах и барах, в том числе и в столице.

## Галерея

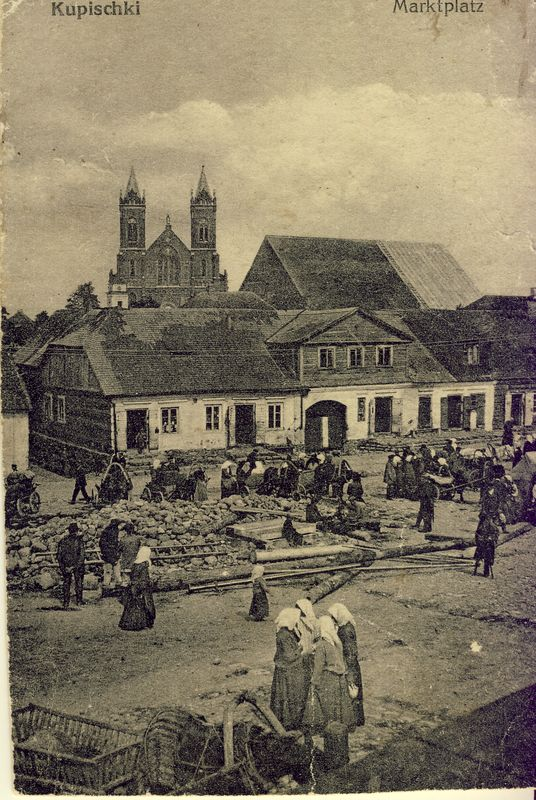
Рыночная площадь в Купишкисе, 1918 год
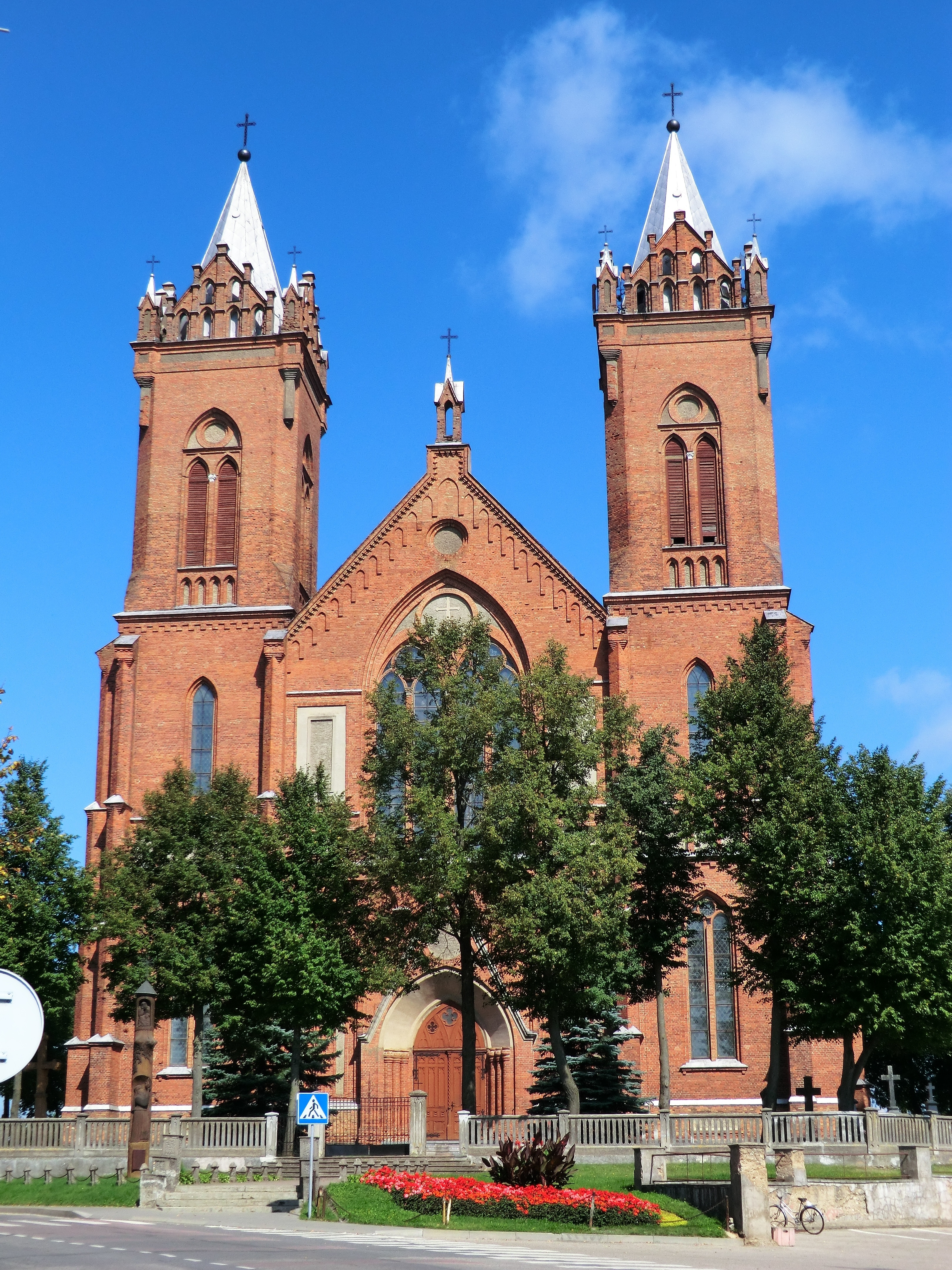
Костёл в Купишкисе
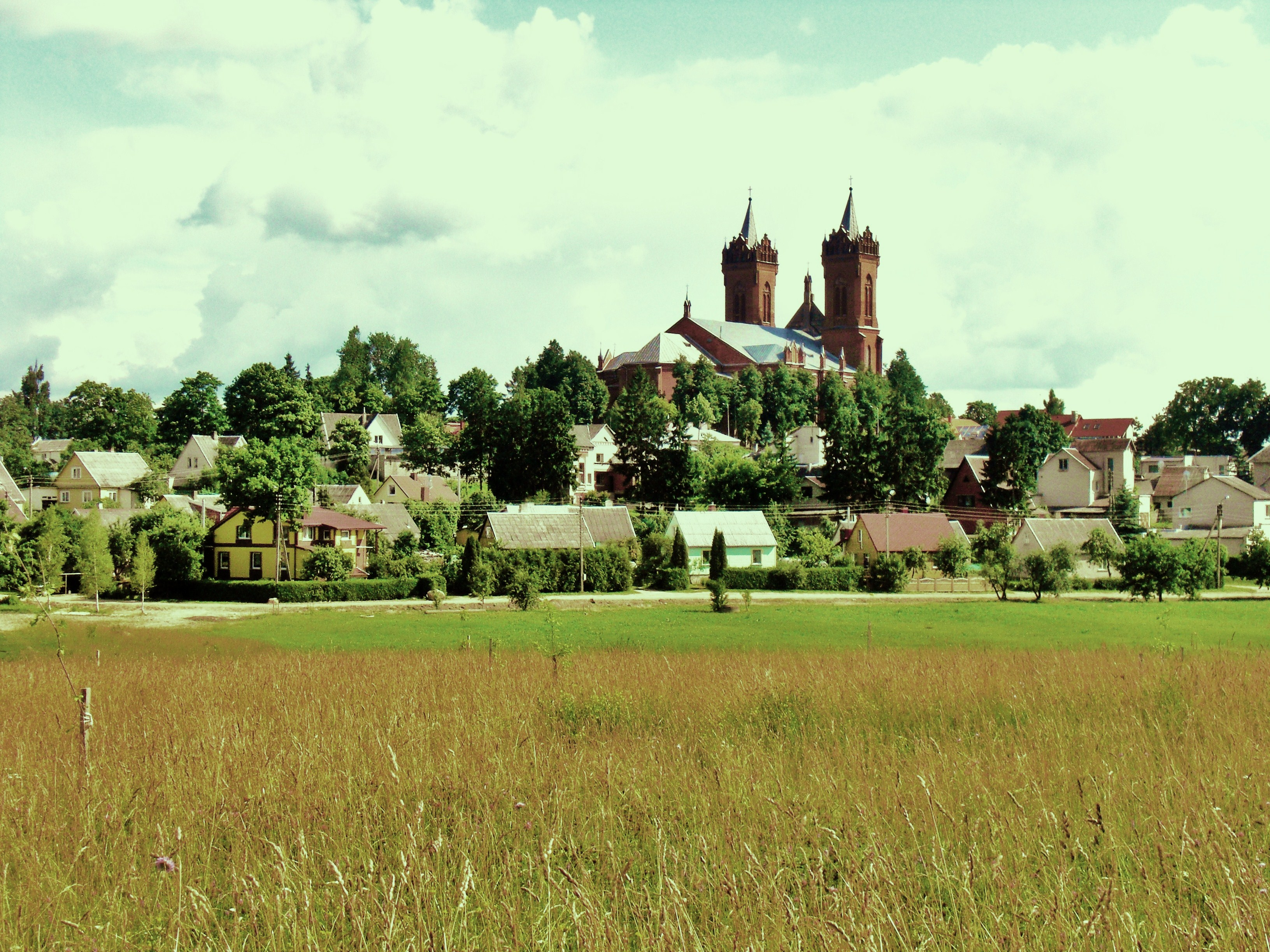
Вид на город
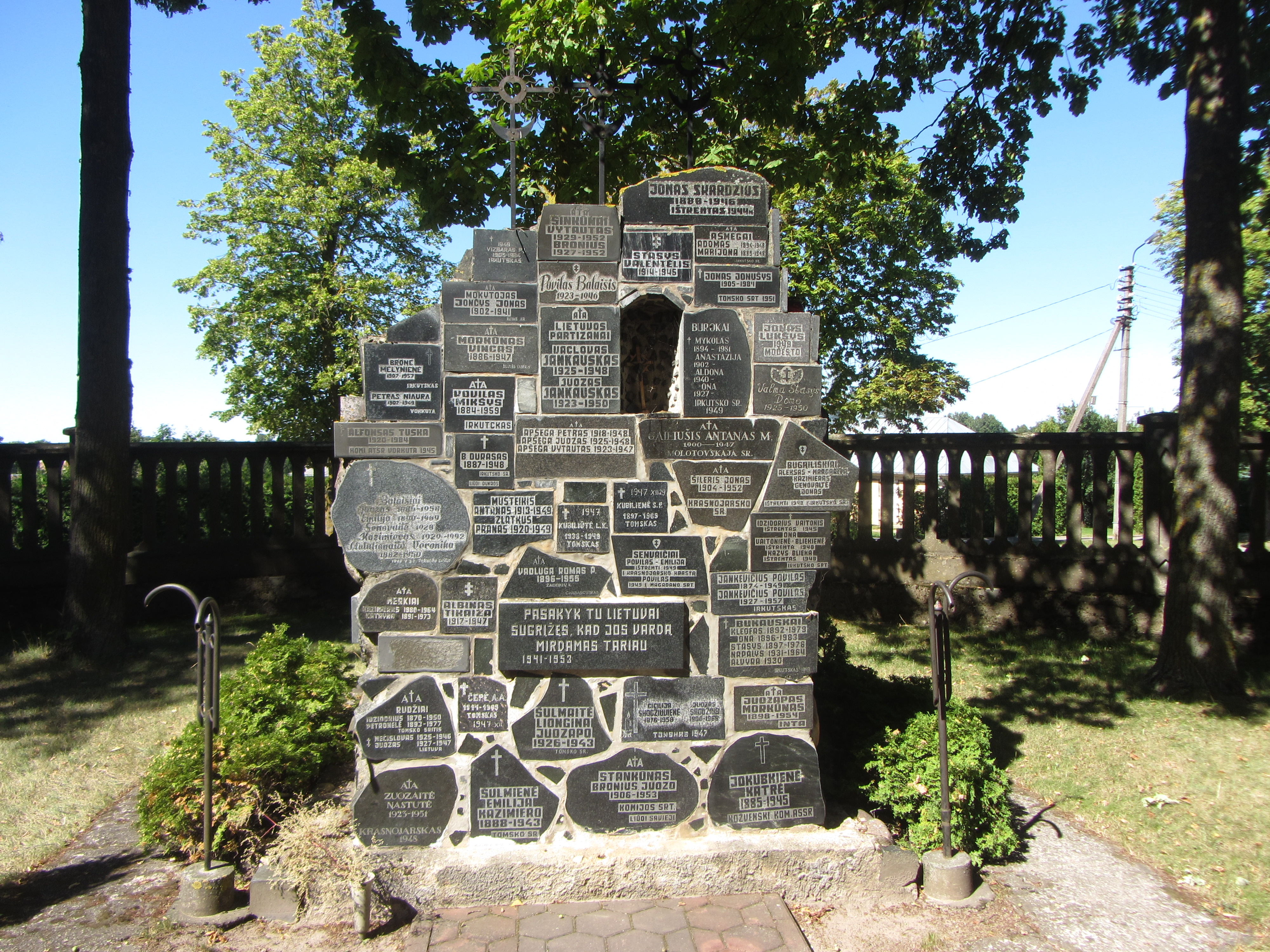
Памятник жертвам советских репрессий
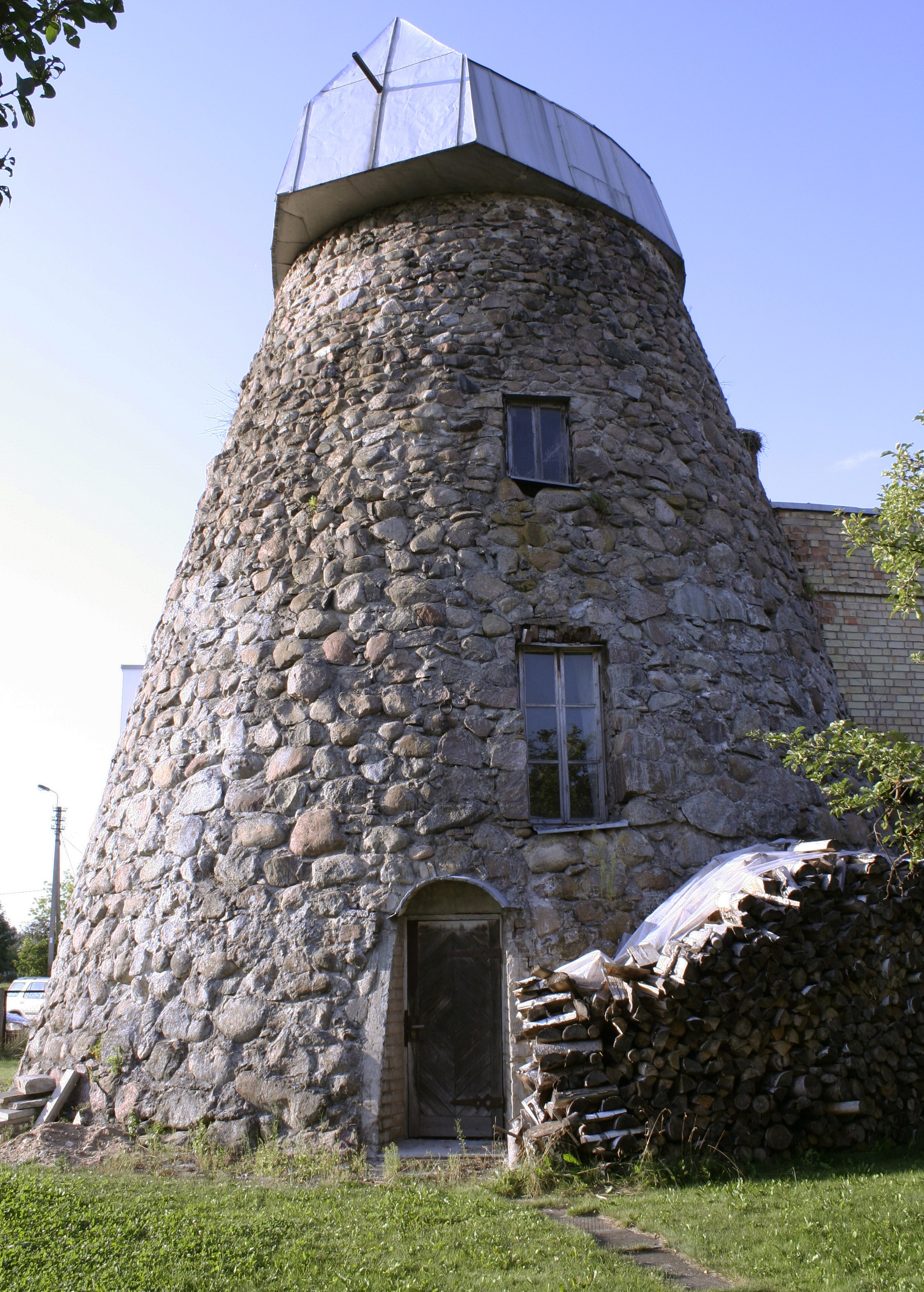
Старинная ветряная мельница
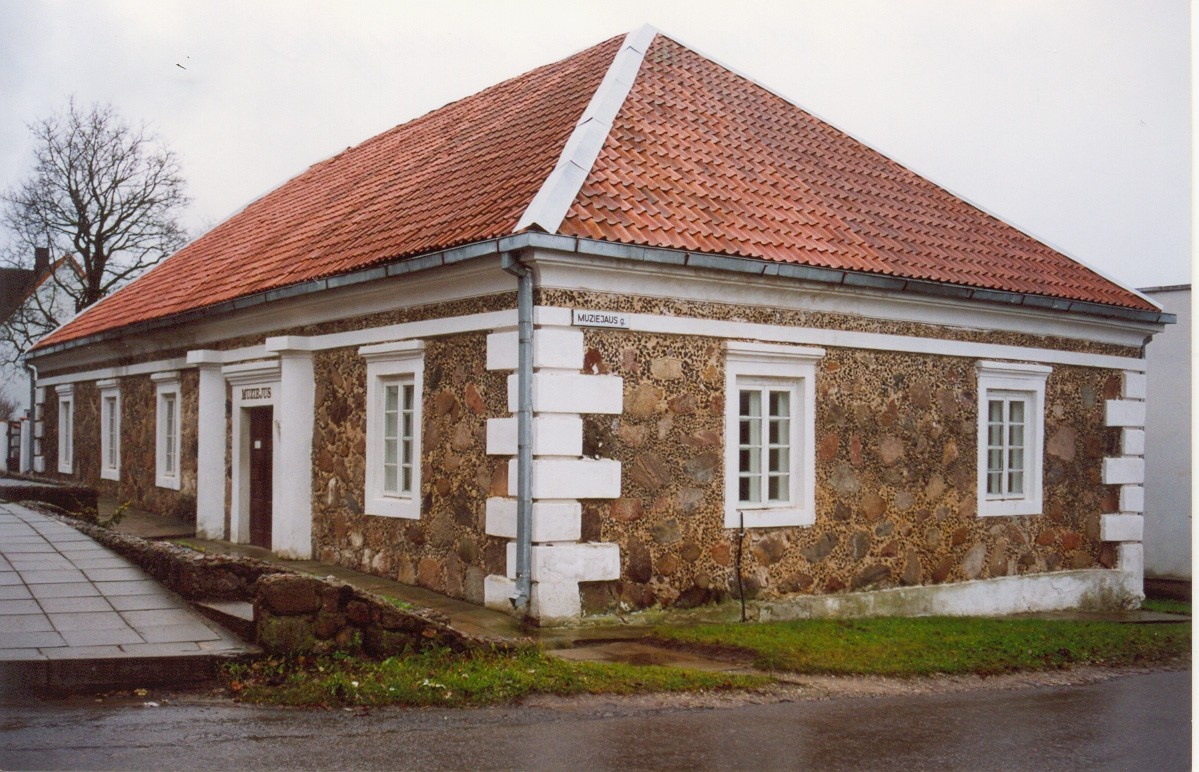
Этнографический музей
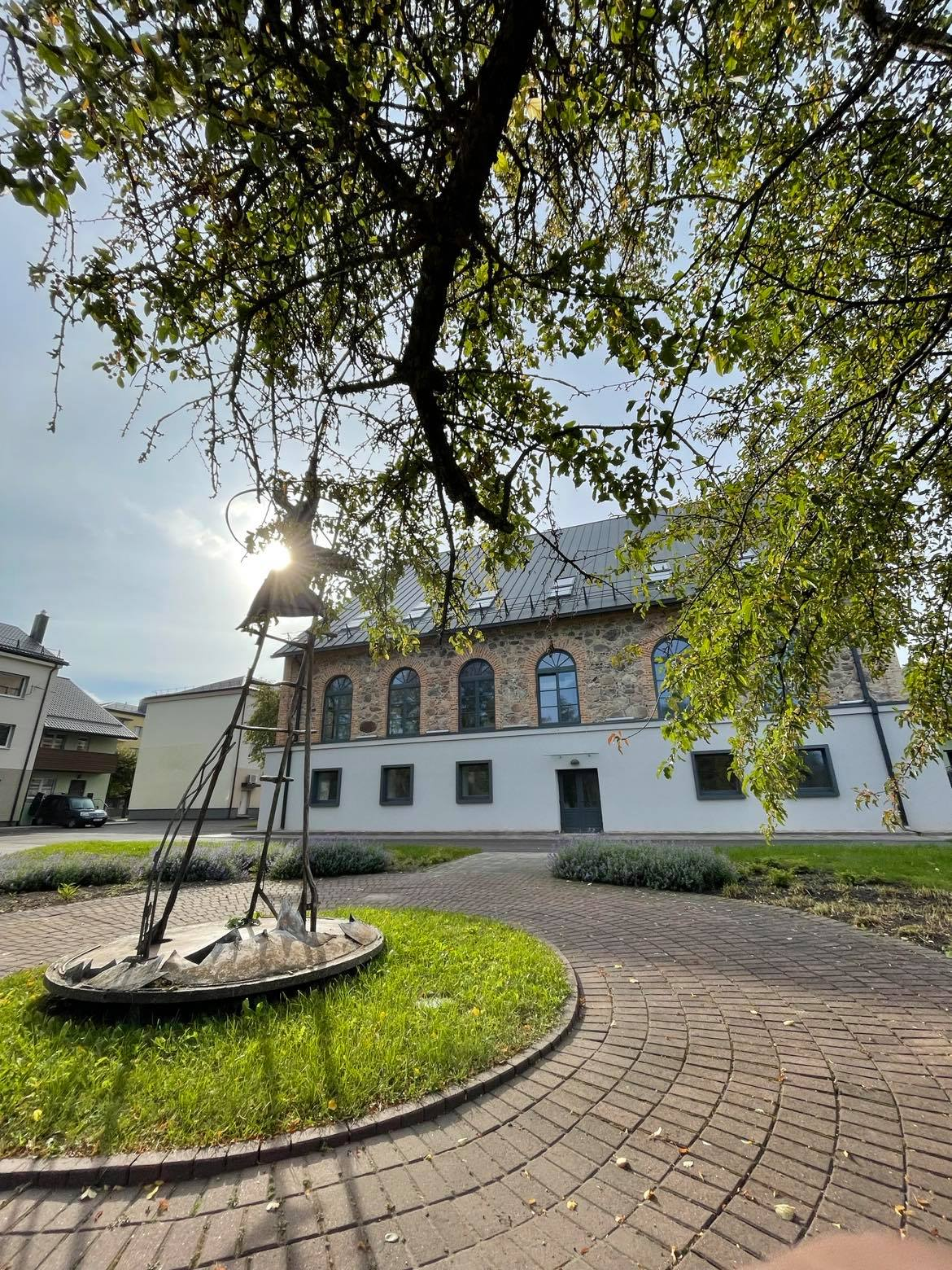
Здание синагоги (ныне общественная библиотека)